# Герб Берестечка
Герб Бересте́чка — официальный символ города Берестечко Волынской области, утверждённый 22 июня 2001 года тринадцатой сессией Берестечковского городского совета второго созыва.
Автор — Андрей Гречило.

## Описание
Щит заниженно пересечённый, в верхнем синем поле вырастает золотой берест с тремя листочками, внизу — разделённое в косую клетку красно-золотое поле. 
Щит обрамлён декоративным картушем и увенчан серебряной городской короной с тремя башнями. 
Веточка бересты (вяза лиственного) указывает на одну из версий о происхождении названия города от берестяных лесов. Шахматное поле олицетворяет политые кровью песчаные земли. Символы указывают на возрождение города после трагических и сложных событий. Синий цвет означает доброжелательность и благородство, а так же воды речки Стыр.